# Philippe Close
Philippe Close (Namen, 18 maart 1971) is een Belgisch politicus voor de PS. In 2017 werd hij, na het ontslag van Yvan Mayeur, burgemeester van de stad Brussel.

## Levensloop
In 1981 verhuisden de ouders van Philippe Close van Luik naar Brussel. Na zijn middelbare studies, besloot hij om rechten te studeren aan de ULB. 
Nadat hij afstudeerde als licentiaat, werd hij de parlementaire medewerker van PS-senator Roger Lallemand, belast met institutionele zaken. In 1999 werd hij aangeworven op het Institut Emile Vandervelde, de studiedienst van de partij. Vervolgens was hij van 2000 tot 2001 woordvoerder van PS-voorzitter Elio Di Rupo en van 2001 tot 2006 kabinetschef van de Brusselse burgemeester Freddy Thielemans.
In oktober 2006 werd Close voor de PS verkozen tot gemeenteraadslid van Brussel en was er van december 2006 tot juli 2017 onder burgemeesters Freddy Thielemans en Yvan Mayeur schepen van personeel en toerisme. Na de gemeenteraadsverkiezingen van 2012 kwam daar de bevoegdheid Financiën bovenop. Als schepen zette hij in op evenementen, zoals Brussel Bad, Winterpret en het Brussels Summer Festival. Hij werd ook voorzitter van Brussels Expo.
In juni 2009 werd Close verkozen tot lid van het Brussels Hoofdstedelijk Parlement. Hij was er van 2009 tot 2010 voorzitter en nadien van 2010 tot 2014 lid van de commissie Infrastructuur, Openbare Werken en Verkeer, zetelde van 2013 tot 2014 in de commissie Financiën, Begroting, Openbaar Ambt, Externe Betrekkingen en Algemene Zaken en van 2014 tot 2017 in de commissies Binnenlandse Zaken en Financiën en Algemene Zaken en was van mei 2013 tot september 2017 PS-fractieleider ter opvolging van Rudi Vervoort, die minister-president van het Brussels Gewest was geworden. In september 2017 nam hij ontslag als Brussels volksvertegenwoordiger.
Hij had van de PS in 2013 het aanbod gekregen om Freddy Thielemans op te volgen als burgemeester van Brussel, maar sloeg het af. Op 20 juli 2017 werd Close alsnog burgemeester van de stad Brussel. Hij volgde Yvan Mayeur op, die vanwege het schandaal rond liefdadigheidsorganisatie Samusocial terugtrad uit zijn ambt. Na de gemeenteraadsverkiezingen van oktober 2018 en die van oktober 2024 kon hij burgemeester blijven.
Bij de verkiezingen van mei 2019 werd Close opnieuw verkozen in het Brussels Parlement, maar hij besloot niet te zetelen. Bij de federale verkiezingen van juni 2024 kreeg Close de vierde plaats op de PS-lijst in de kieskring Brussel-Hoofdstad. Ook ditmaal raakte hij verkozen, maar besloot hij zijn zetel niet in te nemen.
Sinds december 2019 is Close eveneens nationaal vicevoorzitter van de PS en sinds 2021 is hij daarenboven gastdocent aan de hogeschool IHECS, het Instituut voor Hogere Studies in de Sociale Communicatie.

## Ereteken
- 2019: Ridder in de Leopoldsorde[6]